# بورک (شهرستان گووداپ)
بورک (به لهستانی:  Borek) یک روستا در لهستان است که در گمینا بانگه مازورسکیه واقع شده‌است.